# Franz Fitz (Fußballspieler, 1921)
Franz Fitz (* 4. April 1921 in Lustenau; † 21. Februar 1960) war ein österreichischer Fußballspieler.

## Karriere
Franz Fitz wurde am 4. April 1921 als jüngstes von zehn Kindern des Bauern Johann Stefan Fitz (* 24. Dezember 1881; † 27. Juli 1950) und dessen Ehefrau Christina (geborene Weh; * 25. Oktober 1879; † 25. Oktober 1950) in Lustenau geboren.
Bereits in jungen Jahren war Fitz als Fußballspieler aktiv und trat im Alter von 15 Jahren 1936 in die Jugendmannschaft der damaligen Fußballabteilung des Turnerbunds Lustenau ein. Noch im selben Jahr wurde die FA Turnerbund Lustenau in einen eigenständigen Verein ausgegliedert und nahm fortan als FC bzw. SC Austria Lustenau am Spielbetrieb teil. 1939 rückte Fitz in die Kampfmannschaft auf. Mit dem Anschluss Österreichs folgte die Auflösung des Lustenauer Fußballklubs, der erst kurz nach Ende des Zweiten Weltkriegs wieder am offiziellen Ligabetrieb teilnahm. Der zu dieser Zeit beim SC Austria Lustenau tätige Ernst Hollenstein organisierte bereits vier Wochen nach Kriegsende einen geregelten Spielbetrieb, infolgedessen Austria Lustenau in der ersten verkürzten Meisterschaft den Meistertitel errang.
Laut dem im Jahr 1951 vom ÖFB veröffentlichten Offiziellen Jahrbuch des Österreichischen Fussballsportes des Jahres 1951 ist der als linker Verteidiger bei Austria Lustenau spielende Fitz 19-facher Spieler der Vorarlberger Landesauswahl (je fünf Spiele gegen die Ostschweiz und Salzburg, je drei Spiele gegen Tirol und Kärnten, zwei Spiele gegen Niederösterreich und ein Spiel gegen Oberschwaben). Weitere Einsätze folgte im Laufe der 1950er Jahre.
Am 21. Februar 1960 starb Fitz wenige Wochen vor seinem 39. Geburtstag.

## Privates
Nach dem Zweiten Weltkrieg heiratete der als Gemeindediener tätige Franz Fitz am 4. August 1945 in Hohenems Lydia Jäger. Einer Annonce im Vorarlberger Volksblatt vom 17. Juli 1949 ist zu entnehmen, dass Fitz – zumindest zu dieser Zeit – zweifacher Vater war.